# Like an Old Fashioned Waltz
Like an Old Fashioned Waltz es el tercer álbum de estudio de la cantautora inglesa de folk rock Sandy Denny. Fue publicado en mayo de 1974 a través del sello Island Records.

## Antecedentes
El álbum de 1972, Sandy, no logró alcanzar el éxito en el mercado de masas, un hecho que decepcionó enormemente a Denny; Recientemente había decidido que deseaba ser recibida como un acto musical notable en las filas de Led Zeppelin o The Who, dos bandas con las que Denny había actuado como vocalista invitada. Denny decidió que para establecer su carrera en solitario necesitaba un disco que atrajera a una nueva audiencia.

## Concepción
Denny describió Like an Old Fashioned Waltz como “más simple y más romántico que el anterior... más directo... es puro romance”, y en un concierto de una mini gira por Japón, expresó la esperanza de que "el sentimiento de algunas de estas canciones evocara algo del romance de los años '30, porque también son momentos en los que un toque romántico puede ser justo lo que necesitamos”.
Por esa época, se rumoreaba que Denny estaba considerando grabar un álbum que consistiera únicamente en estándares de jazz (o posiblemente un álbum completo de versiones de canciones escritas por The Ink Spots), pero el álbum nunca se materializó.

## Composición
Las canciones de Like an Old Fashioned Waltz vieron a Denny refinar su arte de componer canciones, en un nostálgico ciclo de temas panorámicos que detalla muchas de sus preocupaciones personales: la pérdida, la soledad, el miedo a la oscuridad, el paso del tiempo y el cambio de estaciones.
Like an Old Fashioned Waltz incluye versiones de dos canciones de jazz recordadas de la colección de discos de su padre: «Whispering Grass» de The Ink Spots y «Until the Real Thing Comes Along» de Fats Waller. Su padre recordó, con cierto orgullo, una ocasión en la que “ella electrizó la escuela, para disgusto de la profesora de música, al tocar una canción de Fats Waller, «Ain't Misbehavin», en la asamblea. No le cayó bien a la profesora de música, que era estrictamente una mujer [de gusto musical] clásico”.

## Grabación

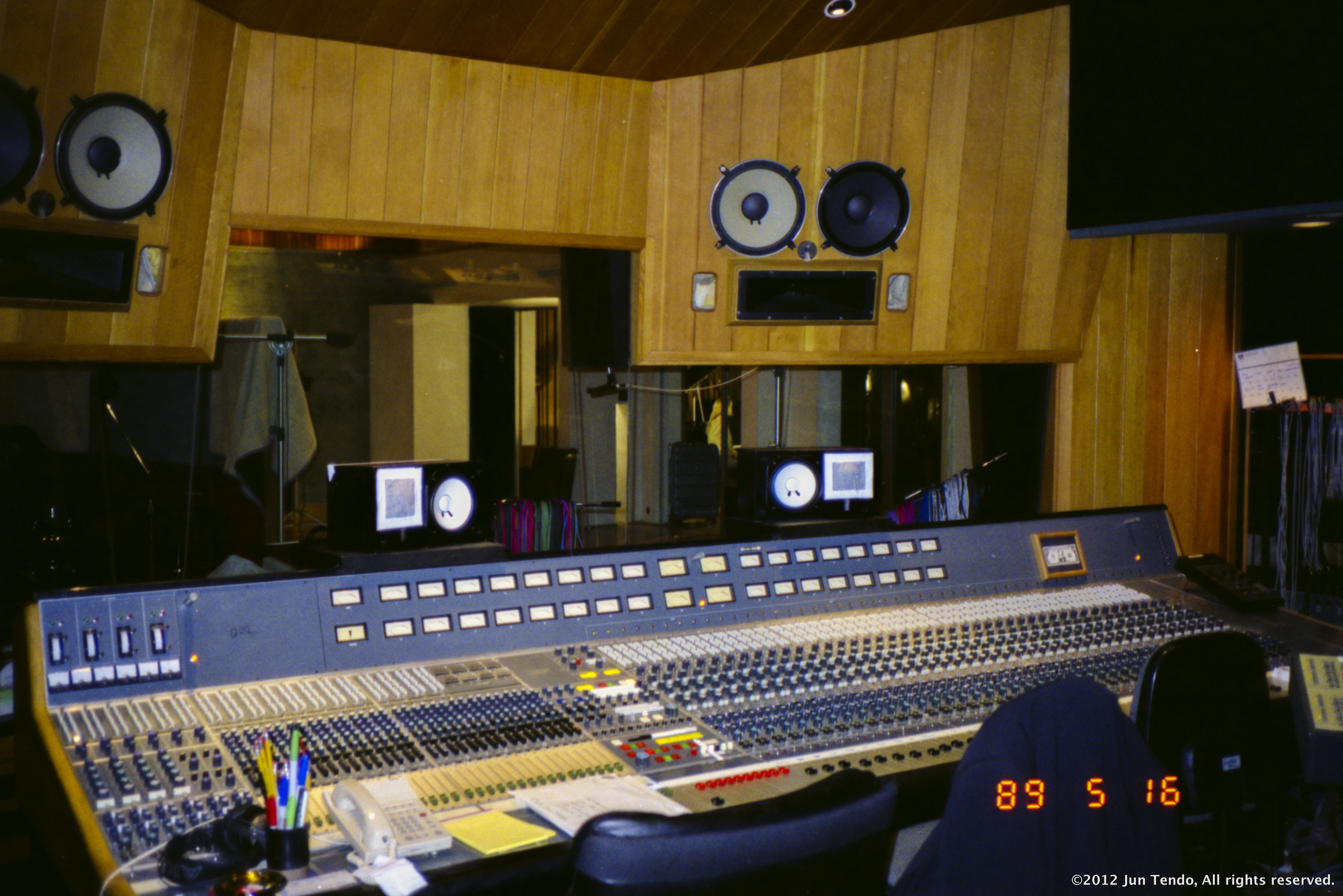
A&M Studios, uno de los estudios de grabación donde Denny grabó Like an Old Fashioned Waltz.

El trabajo en Like an Old Fashioned Waltz comenzó mientras Denny todavía estaba promocionando su álbum anterior Sandy. La primera canción grabada fue «No End» en el Walthamstow Assembly Hall el 3 de diciembre de 1972 en una versión solista acompañándose ella misma al piano (luego la omitió en favor de una nueva grabación con banda y cuerdas). Denny se embarcó en una gira de un mes por los Estados Unidos en abril de 1973, deteniéndose en los estudios A&M para grabar cuatro canciones; «Friends», «Solo», «At the End of the Day» y la nueva versión de «No End».
Después de una gira por Europa durante junio y julio, las sesiones del álbum se reanudaron en Sound Techniques en Londres en agosto, donde se grabaron las pistas restantes; «Carnival», «Like an Old Fashioned Waltz», «Dark the Night» y los dos estándares de jazz «Whispering Grass» y «Until the Real Thing Comes Along».
Harry Robinson añadió arreglos de cuerdas a muchas de las pistas. Además de cantar, Denny tocó la guitarra acústica, el piano y el piano eléctrico en «Like an Old Fashioned Waltz». Richard Thompson, compañero de banda de Denny en Fairport Convention, tocó la guitarra líder en «Solo» y «At The End of the Day».

## Ilustración y empaque
El álbum se publicó originalmente en una cubierta plegable en relieve diseñada en los colores descritos en la canción que da nombre al álbum (amarillo prímula y verde terciopelo) y diseñada para parecerse a un plato antiguo, con un motivo floral dibujado por la propia Sandy. La fotografía de portada de Gered Mankowitz muestra a Sandy en una imagen antigua, con el gusto eduardiano que ella admiraba.

## Recepción de la crítica
Un escritor no especificado de la revista Billboard escribió: “Con este conjunto podrá lograr la notoriedad masiva que siempre ha merecido, ya que se ha orientado más hacia un centro comercial sin sacrificar la calidad. Las canciones que ha escrito en este LP son bonitas y significativas como todas las que ha hecho, y su voz aún conserva la calidad folk que siempre la ha hecho tan encantadora. Pero los arreglos aquí presentan más cuerdas y parecen más completos que cualquier otro esfuerzo, mientras que su voz sigue siendo el centro de atención”.

## Lista de canciones
Todas las canciones escritas y compuestas por Sandy Denny, excepto donde esta anotado. 
| Lado uno |                               |                          |          |  |
| N.º      | Título                        | Escritor(es)             | Duración |  |
| 1.       | «Solo»                        |                          | 4:24     |  |
| 2.       | «Like an Old Fashioned Waltz» |                          | 4:09     |  |
| 3.       | «Whispering Grass»            | Fred Fisher Doris Fisher | 3:56     |  |
| 4.       | «Friends»                     |                          | 3:31     |  |
| 5.       | «Carnival»                    |                          | 5:44     |  |

| Lado dos |                                    |                                                                   |          |  |
| N.º      | Título                             | Escritor(es)                                                      | Duración |  |
| 1.       | «Dark the Night»                   |                                                                   | 4:27     |  |
| 2.       | «At the End of the Day»            |                                                                   | 6:28     |  |
| 3.       | «Until the Real Thing Comes Along» | Mann Holiner Saul Chaplin L.E. Freeman Sammy Cahn Alberta Nichols | 3:40     |  |
| 4.       | «No End»                           |                                                                   | 6:36     |  |

- Los lados uno y dos fueron combinados como pista 1–9 en la reedición de CD.

| Disco uno (2012 Island Records reissue) |                                             |              |          |  |
| N.º                                     | Título                                      | Escritor(es) | Duración |  |
| 10.                                     | «Walking The Floor Over You» (1973 version) | Ernest Tubb  | 4:18     |  |
| 11.                                     | «No End» (Piano version – alternate take)   |              | 10:32    |  |

| Disco dos (2012 Island Records reissue) |                                                                                     |               |          |  |
| N.º                                     | Título                                                                              | Escritor(es)  | Duración |  |
| 1.                                      | «Solo» (BBC Session for Bob Harris, 14th November 1973)                             |               | 4:27     |  |
| 2.                                      | «Until the Real Thing Comes Along» (BBC Session for Bob Harris, 14th November 1973) |               | 4:07     |  |
| 3.                                      | «Like an Old Fashioned Waltz» (Without Stings)                                      |               | 4:11     |  |
| 4.                                      | «Whispering Grass» (Demo)                                                           | Fisher Fisher | 4:13     |  |
| 5.                                      | «Friends» (Alternate Take Without Strings)                                          |               | 3:31     |  |
| 6.                                      | «Dark the Night» (Alternate Take Without Strings)                                   |               | 4:35     |  |
| 7.                                      | «At the End of the Day» (Alternate Take Without Strings)                            |               | 6:30     |  |
| 8.                                      | «No End» (Alternate Take Without Strings)                                           |               | 6:37     |  |
| 9.                                      | «Solo» (BBC Session for John Peel, 11th September 1973)                             |               | 4:35     |  |
| 10.                                     | «Like an Old Fashioned Waltz» (BBC Session for John Peel, 11th September 1973)      |               | 3:31     |  |
| 11.                                     | «Who Knows Where the Time Goes?» (BBC Session for John Peel, 11th September 1973)   |               | 5:35     |  |
| 12.                                     | «Whispering Grass» (Live on the Willem Duys Show, Dutch TV)                         | Fisher Fisher | 2:56     |  |